# Кастра (Фиренца)
Кастра је насеље у Италији у округу Фиренца, региону Тоскана.
Према процени из 2011. у насељу је живело 153 становника. Насеље се налази на надморској висини од 302 м.